# Chrysopilus norrisi
Chrysopilus norrisi är en tvåvingeart som beskrevs av Paramonov 1962. Chrysopilus norrisi ingår i släktet Chrysopilus och familjen snäppflugor. Inga underarter finns listade i Catalogue of Life.